# Turó de Matacabres
El Turó de Matacabres és una muntanya de 406 metres que es troba al municipi d'Argentona, a la comarca del Maresme.